# ایدان چیپندیل
ایدان چیپندیل (انگلیسی: Aidan Chippendale؛ زادهٔ ۲۴ مهٔ ۱۹۹۲) بازیکن فوتبال اهل بریتانیا است.
از باشگاه‌هایی که در آن بازی کرده‌است می‌توان به باشگاه فوتبال یورک سیتی، باشگاه فوتبال چستر، باشگاه فوتبال اینورنس کالدنیون تیسل، باشگاه فوتبال فایلد، باشگاه فوتبال بری، باشگاه فوتبال اشتون یونایتد، باشگاه فوتبال استالی‌بریج سلتیک، باشگاه فوتبال هادرزفیلد تاون، باشگاه فوتبال آکرینگتون استنلی و باشگاه فوتبال برادفورد سیتی اشاره کرد.